# Проваген
Проваген — препарат из группы пробиотиков. Применяется для профилактики и лечения заболеваний желудочно-кишечного тракта, нормализации микрофлоры, повышения иммунитета у сельскохозяйственных животных.

## Для чего применяется
- Снижение риска инфекционных заболеваний животных вследствие мощного антибактериального действия кормовой добавки в отношении условно патогенных и патогенных бактерий.
- Существенное улучшение конверсии корма, в том числе кормовых рационов низкого качества, за счёт синтеза пищеварительных ферментов (амилаз, липаз, протеаз, целлюлаз) и биологически активных веществ непосредственно в кишечнике животного.
- Быстрое восстановление напряженности иммунитета(например, после плановых вакцинаций) и баланса полезной микрофлоры кишечника (например, после применения антибиотиков при лечении легочных инфекций).
- Более высокие привесы и сохранность животных по сравнению с кормовыми антибиотиками.
- Снятие стрессов при скученном содержании, изменениях температуры, перегруппировке и перевозке животных, при отъёме, при переходе на другие рационы кормов.
- Получение экологически чистой и безопасной продукции животноводства и птицеводства поскольку, в отличие от кормовых антибиотиков, отсутствуют сроки выдержки и не образуются резистентные штаммы патогенных бактерий.
- Сохранность своих пробиотических свойств в составе гранулированных кормов и премиксов после высокотемпературной обработки.

## Состав препарата
Действующим началом пробиотика ПРОВАГЕН являются запатентованные и задепонированные ООО «Трионис Вет» штаммы Bacillus licheniformis и Bacillus subtilis, хранящиеся во Всероссийской Коллекции Промышленных Штаммов (ВКПМ) ФГУП ГосНИИгенетика.

## Принцип действия
Принципом действия препарата является конкуренция с патогенными микробами за жизненное пространство на стенках кишечника и питательные субстраты, что, в конечном счете, приводит к уменьшению заболеваемости и смертности. Иммуномодулирующим действием — восстанавливает нарушенный патологией иммунный статус, увеличивая продукцию эндогенного интерферона, усиливая функциональную активность макрофагальных клеток, повышая фагоцитарную активность лейкоцитов крови — моноцитов и нейтрофилов.

## Области применения
- Бройлеры
- Птицы яичного направления
- Крупный рогатый скот
- Свиньи
- Домашние животные